# 正美幼稚園
正美幼稚園（まさみようちえん）は、茨城県茨城町にある幼稚園。学校法人田村学園が経営している。全国屈指の広大な敷地（約6,500坪）を持つ幼稚園。昭和40(1965)年3月、茨城県より法人立幼稚園としての認可。かつてこの土地には常央高校(私立)が存在した。現在の幼稚園は高校の校舎と土地をそのまま使用している。

## 所在地
〒311-3124　茨城県東茨城郡茨城町中石崎852 （石崎小学校となり）

## 教育目標
- 健康・安全のために必要な生活習慣を養い、健全な心身の基礎をつくる。
- 自主自律の精神と道徳心の芽ばえを養う。
- 社会や自然に対する理解を深め、豊かな心と考える力を養う。
- ことばに対する興味や関心を深め、喜んで聞いたり、話したりする力を養う。
- さまざまな体験を通じ、豊かな感性を育て、創造力を養う。